# Tchien-kung 2
Tchien-kung 2 (čínsky 天宫二号, pchin-jin: Tiāngōng èr hào, doslovně: Nebeský palác číslo dvě) byla čínská vesmírná laboratoř typu Tchien-kung. Ve vesmíru byla od 15. září 2016 do 19. července 2019 a během letu ji navštívila jedna kosmická loď se dvěma kosmonauty a jedna automatická nákladní loď. 

## Průběh letu

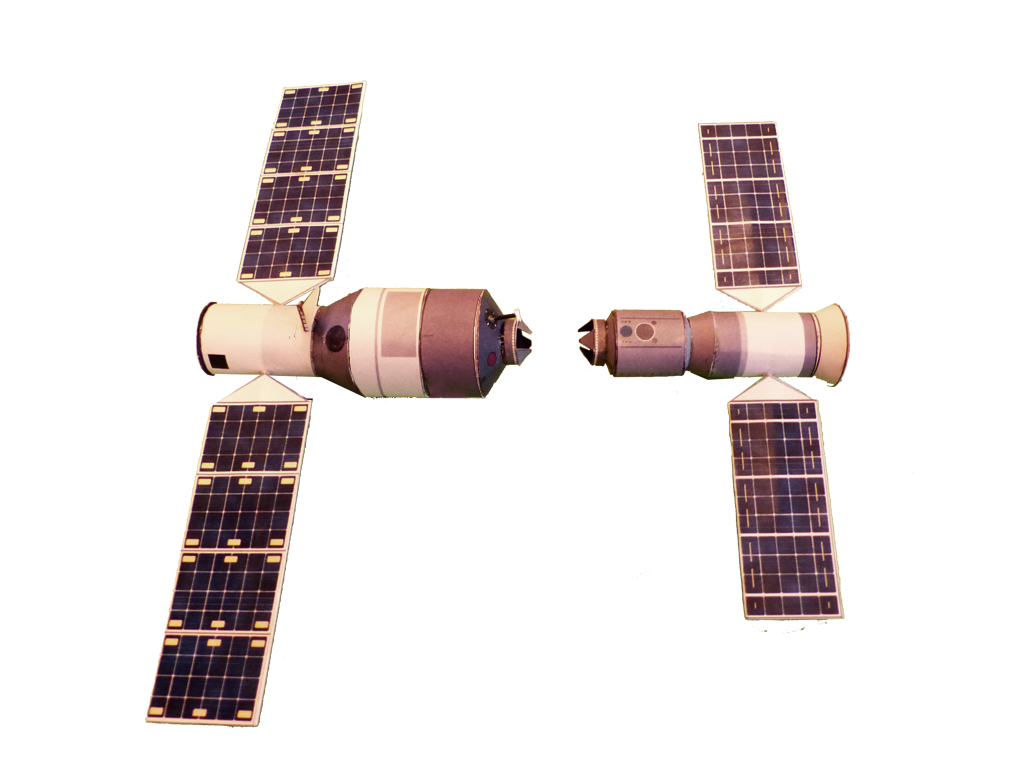
Papírový model Tchien-kung 2 a Šen-čou 11

Tchien-kung 2 měla původně odstartovat v roce 2015, v září 2014 však byl její start odložen na rok 2016. Na oběžnou dráhu tak byla vynesena 15. září 2016 ve 14:04 UTC nosnou raketou Dlouhý pochod 2F. S výjimkou vybavení pro experimenty se laboratoř s 10,4 metry délky, 3,35 metry největšího průměru a 8 600 kg hmotnosti nijak významně nelišila od své předchůdkyně Tchien-kung 1.  
Ke stanici se 18. října 2016 v 19:31 UTC připojila kosmická loď Šen-čou 11 na jejíž palubě byli čínští kosmonauti Ťing Chaj-pcheng a Čchen Tung. Ti na stanici během necelých 30 dní pobytu provedli řadu vědeckých a technických experimentů zaměřených na fyziologické účinky beztíže, testy spolupráce člověka a stroje na technologii údržby na oběžné dráze a úspěšně vypustili doprovodnou družici. Uskutečnili také doprovodné fotografování a pozorování při průletu kolem stanice na krátkou vzdálenost. Vedení čínského pilotovaného programu dále po skončení letu oznámilo, že kosmonauti shromáždili množství dat a dosáhli některých úspěchů v programech polarimetru záblesků gama záření, kosmických studených atomových hodin a přípravy nových materiálů. Šen-čou 11 se od stanice oddělila 17. listopadu ve 4:41 UTC. 
O půl roku později, 22. dubna 2017, k Tchien-kung 2 odstartovala a úspěšně se s ní spojila automatická kosmická loď Tchien-čou 1, která testovala postupy zásobování laboratoře, doplňování paliva a další technologie potřebné pro stavbu budoucí velké kosmické stanice. Nákladní loď se během svého dalšího letu k Tchien-kung 2 připojila ještě dvakrát, a to 19. června 2017 a 12. září 2017. Během všech tří připojení bylo automaticky přečerpáno palivo z nákladní lodi do stanice.
V červnu 2018 provedla Tchien-kung 2 dva orbitální manévry snižující oběžnou dráhu 380 – 386 km nad Zemí na 292 – 297 km a následně se dalšími dvěma manévry vrátila na svou původní oběžnou dráhu .
Let laboratoře byl ukončen 19. července 2019 brzdicím manévrem a navedením do atmosféry, v níž loď zanikla nad jižním Tichým oceánem.